# Mesochorus gladiatus
Mesochorus gladiatus är en stekelart som beskrevs av Dasch 1974. Mesochorus gladiatus ingår i släktet Mesochorus och familjen brokparasitsteklar. Inga underarter finns listade i Catalogue of Life.